# Charles Mason (photographe)
Pour les articles homonymes, voir Mason et Charles Mason (homonymie).
Charles Mason est un photographe américain.

## Biographie
Charles Mason est membre de l'agence Corbis.
Il a réalisé des reportages parus dans plusieurs journaux, dont Life, Newsweek et Géo.
Charles Mason vit en Alaska depuis 1984 et travaille à l'Université d'Alaska Fairbanks.

## Collections
- Getty Center

## Expositions
- Expositions aux États-Unis (Alaska, Californie, Illinois, Virginie).

## Prix et récompenses
- 1989 : prix Oskar-Barnack.

## Publications
- Un livre pour enfant primé en Alaska
- Des livres en collaboration avec Jennifer Brice, Patti Clayton et Sherry Simpson.